# 홍농서초등학교
홍농서초등학교는 대한민국 전라남도 영광군에 있는 초등학교이다.

## 학교 연혁
- 1942. 04. 01 홍농국민학교부설 계마간이학교 설립 인가
- 1945. 05. 27 홍농서국민학교 승격 개교
- 1999. 09. 01 홍농남초등학교 계마분교 통폐합
- 1981. 04. 14 홍농읍 성산리 74번지(현 위치)로 이전
- 1984. 03. 10 홍농서국민학교병설유치원 개원
- 1996. 03. 01 홍농서초등학교로 교명 개칭
- 2012. 03. 01 홍농서초등학교 병설유치원 휴원
- 2015. 02. 13 제66회 졸업(졸업생 총수 2,587명)
- 2015. 03. 01 제30대 이현희 교장 부임
- 2025. 05. 27 개교 80주년